# Jeff Clyne
Jeffrey Ovid „Jeff“ Clyne (* 29. Januar 1937 in London; † 16. November 2009 ebenda) war ein britischer Jazzbassist.

## Leben und Wirken
Clyne brachte sich das Kontrabassspielen größtenteils selbst bei, das er während seines Wehrdienstes in einer Militärkapelle von 1955 bis 1957 vervollkommnen konnte, so dass er dann mit Stan Tracey arbeitete. 1958 schloss er sich den Jazz Couriers von Ronnie Scott und Tubby Hayes an. Im darauf folgenden Jahrzehnt spielte er in verschiedenen Bands von Hayes, begleitete aber auch Solisten in Ronnie Scott’s Jazz Club. 1965 spielte er mit dem Quartett von Tracey dessen klassisches Album Under Milk Wood ein, bewegte sich aber dann mit Gordon Beck, John McLaughlin, Tony Oxley und dem Spontaneous Music Ensemble in Richtung eines freien Jazz. 
Zwischen 1969 und 1971 war er Mitglied der Gründungsbesetzung von Ian Carrs Fusionband Nucleus, wo er zunehmend die Bassgitarre einsetzte und auf dem Montreux Jazz Festival ebenso wie auf dem Newport Jazz Festival zu erleben war. Anschließend spielte er vermehrt mit Julie und Keith Tippett, aber auch mit Trevor Watts und John Stevens in der Gruppe Amalgam (Prayer for Peace, 1969), mit Gilgamesh und mit Gary Boyles Isotope, bevor er 1976 mit Pepi Lemer die Fusiongruppe Turning Point gründete. Für diese Band, zu der Musiker wie Phil Todd, Gary Husband und Gäste wie Allan Holdsworth und Neil Ardley gehörten, schrieb er viele Kompositionen und veröffentlichte mit ihr die beiden Alben Creatures Of the Night und Silent Promise. Clyne begleitete zudem Sängerinnen wie Blossom Dearie, Annie Ross, Norma Winstone oder Annette Peacock und spielte mit Musikern wie Lucky Thompson, Zoot Sims, Phil Woods, Jim Hall, Eddie Lockjaw Davis, Michael Gibbs, Toots Thielemans, Phil Lee und Tal Farlow. In den letzten Jahren trat er mit Gordon Beck und mit John Etheridge auf.
Er unterrichtete viele Jahre als Musikpädagoge, unter anderem als Professor an der Guildhall School of Music, dem London Centre of Contemporary Music und als Associate Professor an der Royal Academy of Music und war mit Trevor Tomkins der Leiter des Mehr Cleff Summer Jazz Course.

## Diskographische Hinweise
- Phil Lee & Jeff Clyne Twice Upon a Time (Cadillac Records, 1988)

## Lexigraphische Einträge
- Ian Carr, Digby Fairweather, Brian Priestley: Rough Guide Jazz. Der ultimative Führer zum Jazz. 1800 Bands und Künstler von den Anfängen bis heute. 2., erweiterte und aktualisierte Auflage. Metzler, Stuttgart/Weimar 2004, ISBN 3-476-01892-X.